# Кубок Кар'яла 2009
Кубок Кар'яла 2009 — міжнародний хокейний турнір у Фінляндії в рамках Єврохокейтуру, проходив 5—8 листопада 2009 року у Гельсінкі та один матч у Єнчепінгу.

## Результати та таблиця
| 1. | Росія     | ***      | 4:3 бул. | 4:1 | 4:3 ОТ | 3 | 1 | 2 | 0 | 0 | 12:7 | 7 |
| 2. | Фінляндія | 3:4 бул. | ***      | 7:0 | 2:1    | 3 | 2 | 0 | 1 | 0 | 12:5 | 7 |
| 3. | Швеція    | 1:4      | 0:7      | *** | 4:3    | 3 | 1 | 0 | 0 | 2 | 5:14 | 3 |
| 4. | Чехія     | 3:4 ОТ   | 1:2      | 3:4 | ***    | 3 | 0 | 0 | 1 | 2 | 7:10 | 1 |

М — підсумкове місце, І — матчі, В — перемоги, ВО — перемога по булітах (овертаймі), ПО — поразка по булітах (овертаймі), П — поразки, Ш — закинуті та пропущені шайби, О — очки

## Найкращі бомбардири
| М  | Гравець         | Г | П | О |
| -- | --------------- | - | - | - |
| 1. | Яркко Іммонен   | 4 | 1 | 5 |
| 2. | Олексій Морозов | 3 | 2 | 5 |
| 3. | Вілле Пельтонен | 2 | 3 | 5 |

## Найкращі гравці турніру
| Воротар  | Петрі Веханен   |
| Захисник | Лассе Кукконен  |
| Нападник | Олексій Морозов |

## Команда усіх зірок
| Воротар  | Петрі Веханен   |
| Захисник | Мікко Мяенпяя   |
| Захисник | Віталій Прошкін |
| Нападник | Олексій Морозов |
| Нападник | Яркко Іммонен   |
| Нападник | Даніс Заріпов   |